# Diversidoris
Diversidoris is een geslacht van zeenaaktslakken dat behoort tot de familie Chromodorididae.
Er zijn vier soorten die uitsluitend voorkomen in zee.

## Soorten
- Diversidoris aurantionodulosa Rudman, 1987
- Diversidoris crocea (Rudman, 1986)
- Diversidoris flava (Eliot, 1904)
- Diversidoris sulphurea (Rudman, 1986)